# Regius Professor of Greek (Oxford)
Regius Professor of Greek ist der Titel des Inhabers eines Lehrstuhls für Griechische Philologie an der Universität Oxford. Er wurde 1541 von König Heinrich VIII. gestiftet und ist einer der ältesten Lehrstühle Großbritanniens.

## Lehrstuhlinhaber
| Name                      | Namenszusatz               | von  | bis       | Anmerkungen |
| ------------------------- | -------------------------- | ---- | --------- | --- |
| John Harpsfield           |                            | 1541 | 1545      | Harpsfields Name wird auch als Harpesfelde angegeben und die Zeit seiner Professur von 1546 bis 1548.                                                                                       |
| George Etheridge          |                            | 1547 | 1549      | |
| Giles Lawrence            |                            | 1551 | 1553      | Seine Amtszeit wird abweichend auch von 1548 bis 1553 angegeben. |
| George Etheridge          |                            | 1553 | 1559      | Etheriges Amtszeit fiel in die Herrschaft von Königin Maria I. Als Katholik wurde ihm die Regius Professur erneut übertragen und er verlor sie erneut nach der Thronbesteigung Elisabeth I. |
| Giles Lawrence            |                            | 1559 | 1584/1585 | Zweite Amtsperiode |
| John Harmar               |                            | 1585 | 1590      | Der Name wird in anderen Quellen als John Harmer angegeben. |
| Henry Cuffe               |                            | 1590 | 1597      | |
| John Perin                |                            | 1597 | 1615      | |
| John Hales                |                            | 1615 | 1619      | |
| John Harris               |                            | 1619 | 1622      | Harris’ Name wird abweichend auch als Harrys angegeben. |
| John South                | B.C.L.                     | 1622 | 1625      | |
| Henry Stringer            | M.A., D.D.                 | 1625 | 1650      | |
| John Harmar               |                            | 1650 | 1660      | |
| Joseph Crowther           |                            | 1660 | 1665      | |
| William Levinz            | B.A., M.A., B.Med., D.Med. | 1665 | 1698      | |
| Humphrey Hody             |                            | 1698 | 1705      | |
| Thomas Milles             |                            | 1705 | 1707      | |
| Edward Thwaytes           | M.A.                       | 1707 | 1711      | Es ist auch die Schreibweise Edward Thwaites überliefert. |
| Thomas Terry              |                            | 1712 | 1735      | |
| John Fanshawe             |                            | 1735 | 1741      | |
| Thomas Shaw               |                            | 1741 | 1751      | |
| Samuel Dickens            |                            | 1751 | 1763      | |
| William Sharp             |                            | 1763 | 1782      | |
| John Randolph             |                            | 1782 | 1783      | |
| William Jackson           |                            | 1783 | 1811      | Jackson wurde später Bischof von Oxford. |
| Thomas Gaisford           |                            | 1811 | 1855      | |
| Benjamin Jowett           |                            | 1855 | 1893      | |
| Ingram Bywater            |                            | 1893 | 1908      | |
| Gilbert Murray            |                            | 1908 | 1936      | |
| Eric Robertson Dodds      |                            | 1936 | 1960      | |
| Hugh Lloyd-Jones          |                            | 1960 | 1989      | |
| Peter J. Parsons          | F.B.A.                     | 1989 | 2003      | |
| Christopher B. R. Pelling | M.A., DPhil, F.B.A.        | 2003 | 2015      | |
| Gregory Hutchinson        |                            | 2015 |           | Bis zu seiner Ernennung lehrte Hutchinson als Professor für Griechisch, Latein und Literatur an der Universität Oxford, wo er auch promovierte.                                             |